# Paul Stanley
Paul Stanley — музичний альбом гурту Kiss і Пола Стенлі. Виданий 18 вересня 1978 року лейблом Casablanca Records. Загальна тривалість композицій становить 35:14. Альбом відносять до напрямку хардрок, поп.

## Список творів

### Сторона Перша
1. «Tonight You Belong to Me» — 4:39
2. «Move on» — 3:07
3. «Ain't Quite Right» — 3:34
4. «Wouldn't You Like to Know Me?» — 3:16
5. «Take Me Away (Together As One)» — 5:26

### Сторона друга
1. «It's Alright» — 3:31
2. «Hold Me, Touch Me (Think of Me When We're Apart)» — 3:40
3. «Love in Chains» — 3:34
4. «Goodbye» — 4:09